# St. Georg (Volpriehausen)

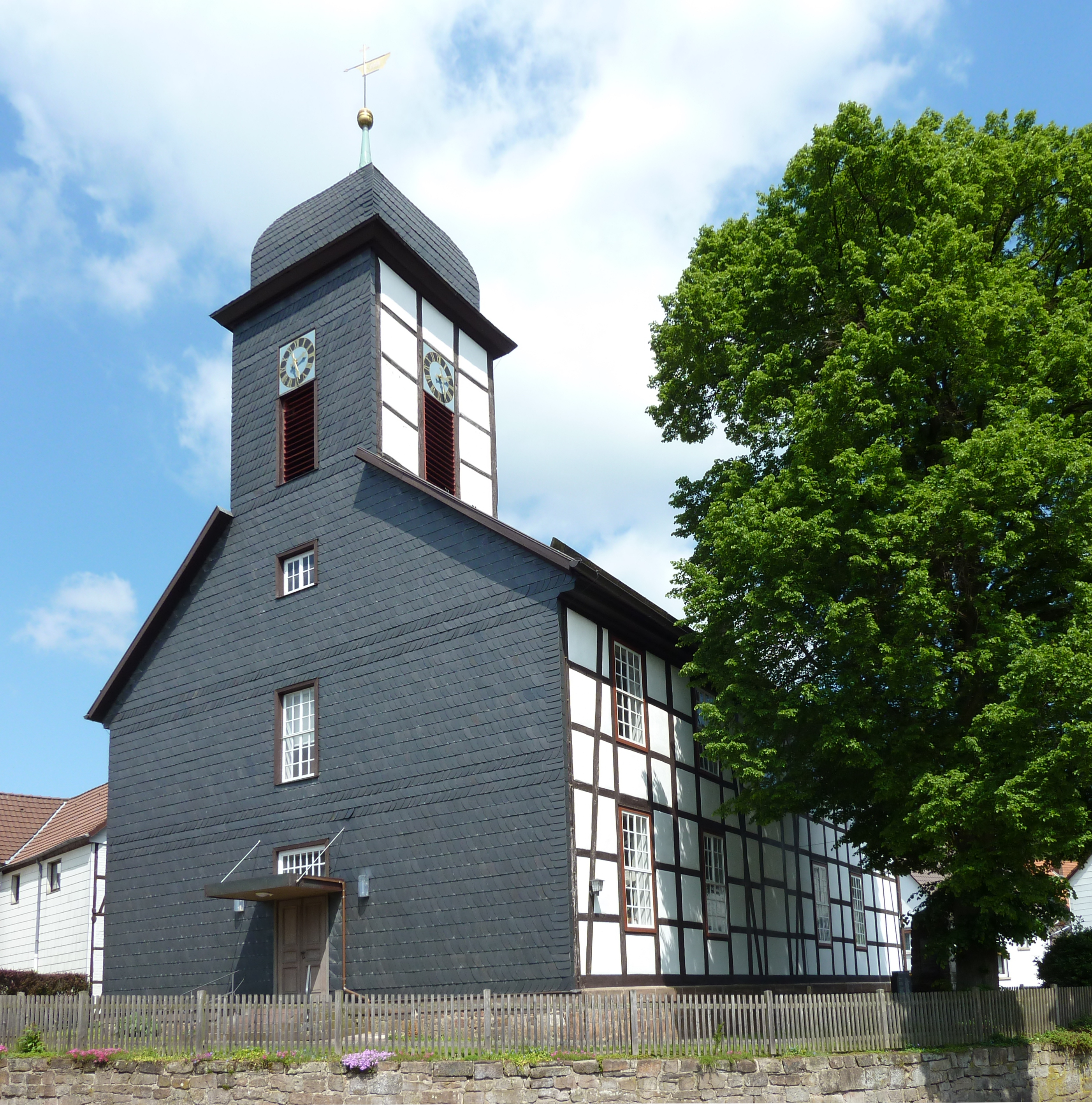
St. Georg

Die evangelisch-lutherische denkmalgeschützte Kirche St. Georg steht in Volpriehausen, einem Ortsteil der Stadt Uslar im Landkreis Northeim von Niedersachsen. Die Kirchengemeinde gehört zum Kirchenkreis Leine-Solling des Sprengels Hildesheim-Göttingen der Evangelisch-lutherischen Landeskirche Hannovers.

## Beschreibung
Wann die erste Kirche errichtet wurde, ist nicht bekannt. Sie war jedenfalls aus Steinen gebaut. Der bauliche Zustand dieser Kirche war im Jahre 1827 für die Gemeinde nicht mehr tragbar. Konkrete Pläne für den Bau einer neuen Kirche gab es ab 1836. Der letzte Gottesdienst in der alten Kirche war am 16. Juni 1838. Danach wurde mit dem Abbruch begonnen. Die neue Fachwerkkirche auf rechteckigem Grundriss wurde am 22. November 1840 eingeweiht. Aus ihrem Satteldach erhebt sich im Westen ein Dachturm, der eine glockenförmige, schiefergedeckte Haube trägt. Die Nord- und die Westseite sind ebenfalls verschiefert. Die Fenster im Kirchenschiff sind zweizeilig angeordnet. Das Portal wurde später auf die Turmseite verlegt, die beiden seitlichen Portale wurden zugemauert. 
Der Innenraum hat eine dreiseitig umlaufende Empore auf Pfeilern. Zur Kirchenausstattung gehört ein Kanzelaltar, der von zwei Säulen flankiert wird. Die beiden Kirchenglocken aus dem Vorgängerbau wurden in den Neubau übernommen und befanden sich dort bis 1897 im Turm. Im Jahre 1897 ließ die Gemeinde eine große Glocke gießen, die im Zweiten Weltkrieg abgegeben werden musste. Die kleine Glocke wurde 1951 verkauft, um zwei neue Eisenhartgussglocken von J. F. Weule zu finanzieren. 1862 wurde Carl Heyder mit dem Bau einer Orgel beauftragt. Sie wurde 1993 durch eine neue Orgel ersetzt.